# Relaciones Perú-República Checa
Las relaciones República Checa-Perú son las relaciones bilaterales entre la República Checa y Perú. Ambos países son miembros de las Naciones Unidas.

## Historia
El Perú estableció por primera vez relaciones con Checoslovaquia el 11 de julio de 1922. En 1937, la representación diplomática entre ambos países fue elevada al nivel de Embajada, abriendo este último país una embajada en Lima ese mismo año.
Después de la ocupación alemana de Checoslovaquia —hoy Protectorado de Bohemia y Moravia— Perú dejó de reconocer a Checoslovaquia como estado soberano. Sin embargo, a medida que avanzaba la Segunda Guerra Mundial, Perú mantuvo relaciones con el gobierno checoslovaco en el exilio, entre otros, ahora con sede en Londres.
Después de la guerra, ambos países restablecieron relaciones, las cuales continuaron en la República Socialista Checoslovaca hasta el 4 de octubre de 1957, cuando Perú, bajo el gobierno de Manuel A. Odría, rompió relaciones con el Estado.  Después del golpe de Estado peruano de 1968 y la instauración del Gobierno Revolucionario de Juan Velasco Alvarado, las relaciones se reanudaron en 1968 y se elevaron al nivel de embajada en 1969. 
En 1996, uno de los rehenes durante la crisis de los rehenes de la embajada japonesa fue el encargado de negocios checo Ľubomír Hladík.
Las relaciones continuaron nuevamente con la República Federativa Checa y Eslovaca, y después de que el país dejó de existir en 1993, el gobierno peruano reconoció a la República Checa y Eslovaquia como sus estados sucesores.  A partir de 2023, Perú mantiene una embajada en Praga,  y el embajador en Viena está acreditado en Eslovaquia.

## Visitas de alto nivel
Visitas de alto nivel de República Checa a Perú
- Viceministro Alexandr Vondra (1993)
- Viceprimer Ministro Jan Kalvoda (1994)
- Viceministro Václav Petříček (1995)
- Viceministro Martín Palouš (1999)
- Ministro Eduard Zeman (2000)
- Ministro Jan Fencl (2002)
- Ministro de Asuntos Exteriores, Jan Kavan (2002)
- Primer Ministro Vladimír Špidla (2003)
- Primer Ministro Mirek Topolánek (2008)
- Presidente Václav Klaus y Primera Dama Livia Klausová (2009)
- Cardenal Dominik Duka (2012)
- Senador Tomáš Kladívko (2012)
- Ministro de Defensa, Martin Stropnický (2013)

Visitas de alto nivel de Perú a República Checa
- Presidenta del Congreso Martha Chávez (1997)
- Alcalde Alex Kouri (1999)
- Ministro de Asuntos Exteriores Fernando de Trazegnies (2000)
- Vicepresidente Raúl Diez Canseco (2001)
- Presidente del INANPE Hugo de Zela (2004)
- El viceministro de Asuntos Exteriores, Harold Forsyth (2006)
- Ministro de Relaciones Exteriores José Antonio García Belaúnde (2007 y 2009)

## Misiones diplomáticas residentes
- República Checa tiene una embajada en Lima.
- Perú tiene una embajada en Praga.